# Promień Mosty
Ludowy Uczniowski Klub Sportowy Promień Mosty – polski klub sportowy z siedzibą w Mostach. Klub posiada sekcję piłki nożnej. Drużyna występuje w klasie A. W latach 2003–2008 w klubie funkcjonowała również sekcja piłki nożnej kobiet.

## Historia klubu
Lokalne życie sportowe, mające początkowo charakter niesformalizowany, nabrało nowych form z chwilą utworzenia w 1950 klubu sportowego "Promień Mosty". Założycielem klubu był Stanisław Sobczak, ówczesny dyrektor PGR, przy wsparciu Mariana Kolasińskiego, Czesława Trzcińskiego, Bronisława Sekleckiego, Józefa Karpińskiego, Józefa Surmy i Stanisława Zgodzińskiego. W latach 1955–1956 wybudowano boisko sportowe na zapleczu Państwowego Domu Dziecka, które istnieje do dziś.
W 1974 powołano Ludowy Zespół Sportowy "Promień" Mosty z sekcją piłki nożnej. Do ożywienia klubu przyczynili się: Czesław Kijowski, Czesław Ciepiela, Bronisław Seklecki, Józef Karpiński, Bronisław Wojcieszak, Edward Góralczyk, Piotr Maksym i Mieczysław Łukasik. W licznych sukcesach klubu swój udział miał m.in. trener Adam Grabowski. Prowadzono wówczas sekcję wędkarską, brydżową oraz sportu i rekreacji.
Klub wznowił działalność 28 lutego 2002 roku. Obecnie prowadzone są sekcje piłki nożnej seniorów, juniorów, trampkarzy i orlików.
Drużyna kobiet występowała w II lidze w sezonach 2003/04 - 2007/08. Najlepszy rezultat osiągnęła w sezonie 2004/05, kiedy to zajęła 5 miejsce na drugim szczeblu rozgrywkowym. Brała również udział w rozgrywkach Pucharu Polski. Wychowankiem klubu jest m.in. Aleksandra Sikora.

## Klub w rozgrywkach ligowych
| Oznaczenie kolorami   |
| --------------------- |
| drugi poziom ligowy   |
| trzeci poziom ligowy  |
| czwarty poziom ligowy |
| piąty poziom ligowy   |
| szósty poziom ligowy  |
| siódmy poziom ligowy  |
| ósmy poziom ligowy    |

### Drużyna mężczyzn
| Sezon   | Liga                               | Pozycja | Punkty | Bramki | Uwagi                            |
| ------- | ---------------------------------- | ------- | ------ | ------ | -------------------------------- |
| 2002/03 | Klasa B (Szczecin I)               | 1       | 67     | 101-31 | [ a ] [ 8 ] [ 9 ]                |
| 2003/04 | Klasa A (Szczecin I)               | 2       | 56     | 76-20  | awans                            |
| 2004/05 | Klasa okręgowa (Szczecin I)        | 9       | 38     | 52-60  |                                  |
| 2005/06 | Klasa okręgowa (Szczecin I)        | 6       | 50     | 67-46  |                                  |
| 2006/07 | Klasa okręgowa (Szczecin I)        | 4       | 50     | 42-33  |                                  |
| 2007/08 | Klasa okręgowa (Szczecin I)        | 8       | 39     | 48-56  |                                  |
| 2008/09 | Klasa okręgowa (Szczecin I)        | 10      | 41     | 52-65  | [ b ]                            |
| 2009/10 | Klasa okręgowa (Szczecin I)        | 12      | 32     | 53-81  |                                  |
| 2010/11 | Klasa okręgowa (Szczecin I)        | 5       | 46     | 71-58  |                                  |
| 2011/12 | Klasa okręgowa (Szczecin I)        | 8       | 44     | 81-68  |                                  |
| 2012/13 | Klasa okręgowa (Szczecin - północ) | 4       | 56     | 89-63  |                                  |
| 2013/14 | Klasa okręgowa (Szczecin - północ) | 5       | 48     | 82-62  |                                  |
| 2014/15 | Klasa okręgowa (Szczecin - północ) | 13      | 35     | 48-77  | zwycięstwo w barażu o utrzymanie |
| 2015/16 | Klasa okręgowa (Szczecin - północ) | 11      | 37     | 55-72  |                                  |
| 2016/17 | Klasa okręgowa (Szczecin - północ) | 8       | 46     | 68-70  |                                  |
| 2017/18 | Klasa okręgowa (Szczecin - północ) | 14      | 22     | 45-77  | spadek                           |
| 2018/19 | Klasa B (Szczecin I)               | 6       | 33     | 55-40  | awans                            |
| 2019/20 | Klasa A (Szczecin II)              | 6       | 22     | 27-21  | [ d ]                            |
| 2020/21 | Klasa A (zachodniopomorska II)     | 4       | 41     | 56-39  |                                  |
| 2021/22 | Klasa A (zachodniopomorska III)    | 15      | 9      | 32-116 | spadek                           |
| 2022/23 | Klasa B (zachodniopomorska I)      | 1       | 44     | 96-16  | awans                            |

### Drużyna kobiet
| Sezon   | Liga                               | Pozycja | Punkty | Bramki | Uwagi |
| ------- | ---------------------------------- | ------- | ------ | ------ | ----- |
| 2003/04 | II liga kobiet (wielkopolska)      | 8       | 7      | 25-79  |       |
| 2004/05 | II liga kobiet (wielkopolska)      | 5       | 7      | 14-49  |       |
| 2005/06 | II liga kobiet (wielkopolska)      | 6       | 2      | 9-50   | [ e ] |
| 2006/07 | II liga kobiet (zachodniopomorska) | 4       | 15     | 35-30  |       |
| 2007/08 | II liga kobiet (zachodniopomorska) | 6       | 4      | 4-35   |       |